# 短吻希臘鱥
短吻希臘鱥（學名：Pelasgus epiroticus），為輻鰭魚綱鯉形目雅羅魚科希臘鱥屬的一個種，被IUCN列為極危保育類動物，分布於歐洲希臘帕姆沃蒂斯湖(Pamvotis Lake)流域，為特有種，體長可達10公分，棲息在湖泊及其周邊低地水域，以無脊椎動物為食，繁殖期在五至六月，因用水及水汙染導致族群數量下降。